# 24488 Eliebochner
24488 Eliebochner è un asteroide della fascia principale. Scoperto nel 2000, presenta un'orbita caratterizzata da un semiasse maggiore pari a 2,2912165 UA e da un'eccentricità di 0,1879766, inclinata di 7,41856° rispetto all'eclittica.